# Giải bóng đá vô địch quốc gia Turkmenistan 2012
Giải bóng đá vô địch quốc gia Turkmenistan 2012 hay Ýokary Liga 2012 là mùa giải thứ 20 của giải bóng đá chuyên nghiệp Turkmenistan. Giải khởi tranh ngày 10 tháng 4 năm 2012 với vòng đấu đầu tiên và kết thúc vào tháng 11.

## Đội bóng
| Câu lạc bộ   | Địa điểm    | Sân vận động               | Sức chứa | Huấn luyện viên      |
| ------------ | ----------- | -------------------------- | -------- | -------------------- |
| Ahal         | Abadan      | Sân vận động Ahal          | 10.000   | Baýramdurdy Durdyýew |
| Altyn Asyr   | Ashgabat    | Sân vận động Köpetdag      | 26.000   | Ali Gurbani          |
| Aşgabat      | Abadan      | Sân vận động Nisa-Çandybil | 10.000   | Aman Goçumow         |
| Balkan       | Balkanabat  | Sân vận động Balkanabat    | 10.000   | Semih Yuvakuran      |
| Talyp Sporty | Abadan      | Sân vận động Ahal          | 10.000   | Azat Muhadow         |
| HTTU Aşgabat | Ashgabat    | Sân vận động HTTU          | 1.000    | Ýazguly Hojageldiýew |
| Lebap        | Türkmenabat | Sân vận động Türkmenabat   | 10.000   | Rinat Habibullin     |
| Merw         | Mary        | Sân vận động Mary          | 10.000   | Rahym Gurbanmämmedow |
| Şagadam      | Türkmenbaşy | Sân vận động Şagadam       | 5.000    | Rejepmyrat Agabaýew  |

## Bảng xếp hạng
| XH | Đội          | Tr | T  | H  | T  | BT | BB | HS  | Đ  | Lên hay xuống hạng    |
| -- | ------------ | -- | -- | -- | -- | -- | -- | --- | -- | --------------------- |
| 1  | Balkan (C)   | 32 | 23 | 4  | 5  | 66 | 19 | +47 | 73 | Cúp Chủ tịch AFC 2013 |
| 2  | Merw         | 32 | 21 | 9  | 2  | 58 | 26 | +32 | 72 |                       |
| 3  | HTTU         | 32 | 15 | 11 | 6  | 48 | 20 | +28 | 56 |                       |
| 4  | Ahal         | 32 | 15 | 5  | 12 | 59 | 45 | +14 | 50 |                       |
| 5  | Şagadam      | 32 | 14 | 5  | 13 | 43 | 39 | +4  | 47 |                       |
| 6  | Altyn Asyr   | 32 | 13 | 7  | 12 | 46 | 39 | +7  | 46 |                       |
| 7  | Talyp Sporty | 32 | 6  | 4  | 22 | 23 | 70 | −47 | 22 |                       |
| 8  | Lebap        | 32 | 6  | 3  | 23 | 30 | 69 | −39 | 21 |                       |
| 9  | Aşgabat      | 32 | 5  | 4  | 23 | 28 | 80 | −52 | 19 |                       |

Cập nhật đến 10 Nov, 2012
Nguồn:  (tiếng Anh)
Quy tắc xếp hạng: 1. Điểm; 2. Hiệu số bàn thắng; 3. Số bàn thắng.
(VĐ) = Vô địch; (XH) = Xuống hạng; (LH) = Lên hạng; (O) = Thắng trận Play-off; (A) = Lọt vào vòng sau. 
Chỉ được áp dụng khi mùa giải chưa kết thúc: 
(Q) = Lọt vào vòng đấu cụ thể của giải đấu đã nêu; (TQ) = Giành vé dự giải đấu, nhưng chưa tới vòng đấu đã nêu.

## Vua phá lưới
Vua phá lưới gồm:
| Thứ hạng | Cầu thủ               | Câu lạc bộ | Bàn thắng (Phạt đền) |
| 1        | Aleksandr Boliyan     | FC Şagadam | 23                   |
| 2        | Mämmedaly Garadanow   | FC Balkan  | 16                   |
| 3        | Didar Durdyýew        | FC Ahal    | 14                   |
| 3        | Ýusup Orazmämmedow    | FC Merw    | 14                   |
| 5        | Guwançmuhammet Öwekow | FC Balkan  | 12                   |
| -------- | --------------------- | ---------- | -------------------- |